# Matteo Galassi
Matteo Galassi, född 18 maj 2005, är en italiensk fäktare som tävlar i värja.

## Karriär
Vid EM 2025 i Genua tog Galassi silver i värja efter en finalförlust mot ukrainske Roman Svitjkar. Han tog även brons tillsammans med Davide Di Veroli, Andrea Santarelli och Gianpaolo Buzzacchino i lagtävlingen i värja efter att ha besegrat Tyskland i bronsmatchen.